# Huskarl

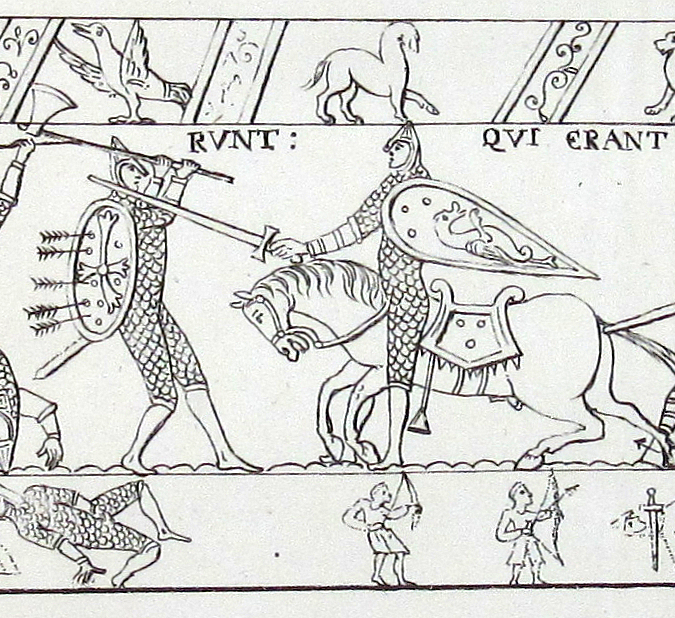
Tapiserie z Bayeuxu zobrazuje anglického huskarla (vlevo), třímajícího dánskou sekeru.

Huskarl bylo pojmenování přísahou vázaného osobního strážce anglo-dánské aristokracie, která vládla v Anglii před dobytím Normany v roce 1066. Přestože se jednalo o vysoce postavené muže, bojovali jako pěšáci, ale na místo bitvy se dopravovali na koních. Byli obvykle spárovaní do skupinek po třech mužích, dva muži z této skupiny bojovali obouručními sekerami a třetí muž je kryl kopím.